# Lancia Jolly
Lancia Jolly es una furgoneta de carga fabricada por Lancia Veicoli Industriali, que se lanza al mercado en la primavera de 1959 y es comercializada hasta finales de 1963, siendo sustituida al año siguiente por el modelo Lancia Superjolly (derivado del modelo Lancia Flavia y con el motor de 1,5 litros) de tracción delantera.

## Características principales
Motor de 4 cilindros en V frontal, con 1.089,51 cm³ de cilindrada, potencia de 36.5 HP a 4500 rpm, válvulas en cabeza. Poseía un cuerpo de furgoneta, con dos puertas de acceso, más una puertas del lado del pasajero y otra puerta trasera de acceso a la zona de carga, suspensión independiente en cada rueda delantera y una suspensión trasera de eje rígido. Transmisión con tracción a las ruedas traseras, caja de cambios de 5 velocidades y marcha atrás. Medía 248,0 cm de paso, Longitud de 459,5 cm y 181,5 cm de ancho.

## Datos de producción
| Datos de producción de Lancia Jolly | Datos de producción de Lancia Jolly |
| ----------------------------------- | ----------------------------------- |
| Año                                 | Unidades producidas                 |
| 1959                                | 146                                 |
| 1960                                | 921                                 |
| 1961                                | 746                                 |
| 1962                                | 620                                 |
| 1963                                | 517                                 |
| Total                               | 2.950                               |